# The Departed: Original Score
The Departed: Original Score is de soundtrack met de originele muziek van de misdaadfilm The Departed (2006). Het album werd gecomponeerd door Howard Shore en op 5 december 2006 uitgebracht.

## Inhoud
De muziek werd geschreven door filmcomponist Howard Shore en uitgevoerd door gitaristen Sharon Isbin, G.E. Smith, Larry Saltzman en Marc Ribot. De soundtrack werd opgenomen in Shores eigen studio in de staat New York. 
De muziek werd door regisseur Martin Scorsese omschreven als "een zeer gevaarlijke en dodelijke tango". Volgens Scorsese dienden de soundtracks van Murder by Contract (1958) en The Third Man (1949), waarin de instrumenten gitaar en citer een belangrijke rol spelen, als inspiratie.
The Departed gebruikte ook verscheidene pop- en rocknummers van artiesten als The Rolling Stones en Dropkick Murphys. Deze muziek, samengesteld door Robbie Robertson, is terug te vinden op het album The Departed: Music from the Motion Picture.

### Tracklist
1. "Cops or Criminals" – 2:01
2. "344 Wash" – 2:03
3. "Beacon Hill" – 2:36
4. "The Faithful Departed" – 3:01
5. "Colin" – 2:09
6. "Madolyn" – 2:14
7. "Billy's Theme" – 6:58
8. "Command" – 3:15
9. "Chinatown" – 3:16
10. "Boston Common" – 2:53
11. "Miss Thing" – 1:45
12. "The Baby" – 2:48
13. "The Last Rites" – 3:05
14. "The Departed Tango" – 3:38